# Alberto Vojtěch Frič
Alberto Vojtěch Frič ( 8 de septiembre de 1882, Praga – 4 de diciembre de 1944, ibid.) fue un etnógrafo, explorador, botánico y escritor checoslovaco, que no quiso vivir encarcelado por los nazis en 1944.
Se encontró con naciones originarias sudamericanas que llamó Karaï Pukû (grandes cazadores), donde en Europa se les conoció como los « chasseur de cactus ».

## Juventud
Vojtěch junior (Alberto es el equivalente portugués o castellano del nombre checo Vojtěch) nace en una familia de la gran burguesía de Praga. Su padre, Vojtěch Frič era concejal municipal y adjunto del intendente de Praga, su tío Jan Václav Frič (1829-1890) era un político y actor de las revoluciones de 1848. Otro de sus tíos Antonn Jan Frič (1832-1914) era zoólogo y director del Museo Nacional, y, otro era Václav Frič, propietario de una gran revista de la alimentación llevando su nombre por Praga.
De su infancia, muestra afinidad con las ciencias naturales. Siendo niño, lleva a su casa el cactus, Echinopsis eyriesii Pfeiff. & Otto, para vengarse de un gendarme que lo acusaba de volarle huevos. El cacto, abandonado sobre un reborde de una ventana, floreció y atrajo su atención del botánico… y contando: « que una planta tan informe y no interesante que más es un cactus y que iba a ser un útil de venganza hubiera hecho nacer tanto de belleza que me fascina ». A los 15 años, ya aparece considerado un especialista en cactáceas en Europa central, siendo consultado sobre cuestiones en la materia e invitado a conferencias científicas.
En 1899 comienza, concienzudamente una colección de cactus. Decide que para ampliarla y completarla, debe emprender expediciones, realizando cinco viajes, entre 1901 y 1929 a América donde no solo se consagra, a recolectar cactus sino también a los descubrimientos geográficos y etnográficos de naciones de amerindios que la civilización aún conocía poco.

## El explorador

### Primer viaje: 10. V. 1901 - 5. VII. 1902
Matto Grosso, Paraná
Cucura, Šavantes

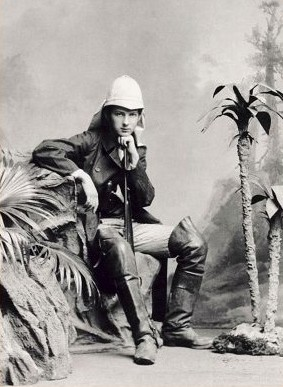
Alberto Frič (Praha, 1901)

El primer viaje de Frič fue a los confines de Mato Grosso donde halla originarios de la nación Chavantes [transcripción fonética del texto checo: Šavantes]. Soporta un encuentro con un jaguar que lo ataca. Frič hiere a la bestia, pero recibe graves heridas. Es auxiliado por los indianos durante varias semanas hasta que retorna a Europa. Esa desventura le trae consecuencias inesperadas: deviene un héroe para los indianos. No solo es alguien que enfrenta un jaguar, y tiene un acto de bravura admirable, sino que se le suma que ha recibido el espíritu del animal. Tal sujeto es considerado fuera de lo común por los indianos. Y adquiere un respeto casi religioso, lo que le va a permitir atender asuntos irrealizables sin ella.

### Segundo viaje: 11. VIII. 1903 - 17. IX. 1905
Uruguay, Argentina, Gran Chaco, Pilcomayo
Anganité, Bororó, Karraim, Pilagá, Sanapaná, Toba,
Frič explora, por cuenta del gobierno paraguayo el curso del río Pilcomayo (límite internacional con Argentina). Lo recorre en su totalidad, siendo, aparentemente antes jamás realizado. Descubre la tumba del explorador español Enrique de Ibarreta y Uhagon (1859-1898) que había sido muerto en un altercado provocado por él en razón de su comportamiento muy poco respetuoso de las costumbres originarias.
Pasa un tiempo con la nación de Chamacoco que viven a lo largo del río Paraguay y toma por esposa a una mujer del grupo, Lora-y (Cane-Noire). De esa unión nace una hija, Hermina (nacida en septiembre de 1905 - 10 de marzo de 2009). Y nunca más les vería luego de partir para Europa en el verano austral de 1905.

### Tercer viaje: 21. VIII. 1906 - VIII. 1908

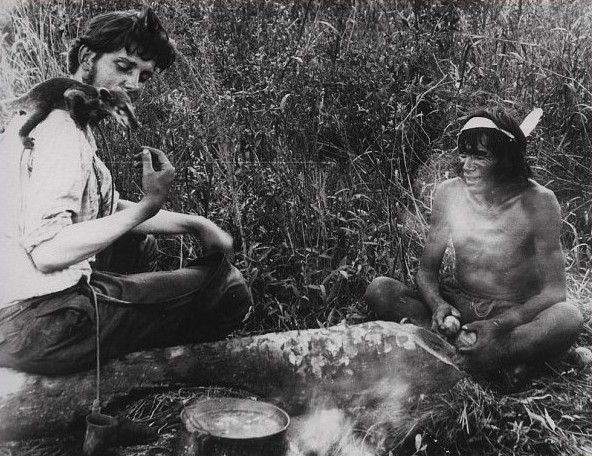
Alberto Frič (Brasil, 1906)

Brasil, Argentina, Paraguay
Chamakoko, Kainganu, Schscheta-Kuruton, Pehunche, Pikunche, Pulche, Rankelche, Tehuelche
De este tercer viaje, lleva a Europa al hijo de un jefe de la nación Chamacoco Tcherwouish (Petit-Ver) Piochado Mendoza. Esa persona inspira al escritor Jaroslav Hašek (1883-1923) para escribir la novela El Indiano y la policía de Praga. Frič lo usa en sus conferencias como « accesorio de demostración ». De todos modos, el objetivo de su ida era el deseo de Frič de ser examinado por médicos especialistas, pues Tcherwouish sufría de una enfermedad extraña que su nación y sus medicinas sudamericanas eran incapaces de identificar y curar. En Chequia, le descubren que esa enfermedad es causada por un nematodo no conocido (produciendo anquilostomiasis causada por Ancylostoma duodenale) y que genera intensa diarrea.
Frič publica un libro sobre esta historia (ver infra Bibliografía).
El escritor Claudio Magris narra la historia de este viaje, añadiendo elementos de ficción y reflexiones filosóficas sobre la guerra, en "No ha lugar a proceder" ("Non luogo de procedere").

### Cuarto viaje: 1909 - 1912
Paraguay, Argentina
Chamakoko, Kadyuvei
En 1909, Frič lleva a Tcherwouish a su casa con los Chamacoco y los auxilia con medicamentos para todos.
Frič ileva a 3 pez de barro americano

### Quinto viaje: 28. V. 1919 - 11. VI. 1920
Uruguay, Argentina
En 1919, Frič viajea no solamente en fin científico y de escritor de viajes, sino también como diplomático de la totalmente nueva Checoslovaquia. Si bien es nombrado embajador, se crea un malentendido y un conflicto con el ministro de Asuntos Exteriores y futuro presidente de la República, Edvard Beneš (1884-1948).

### VI. viaje: 12. IV. 1923 - 26. II. 1924
México, USA
Tarahumara

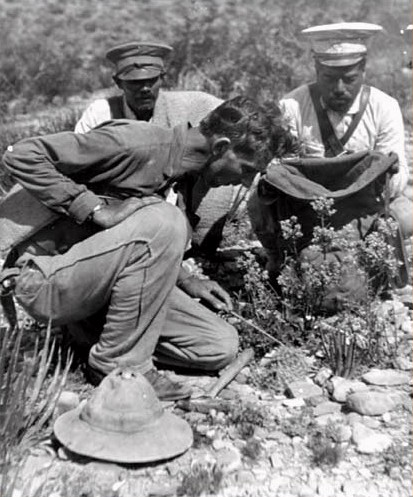
Alberto Frič (& Lophophora fricii, 1923)

Astrophytum asterias, Obregonia denegrii, Lophophora fricii

### VII. viaje: 1927 - VI. 1927
Brasil, Argentina, Paraguay, Uruguay,

### VIII. viaje: 25. X. 1928 - 29. III. 1929
Uruguay, Argentina, Bolivia, Perú

## Vida familiar
A su retorno de su quinto viaje, Frič se casa con Draga Janáčková con quien tendrá a Ivan (de 1922). Su nieto Pavel Frič y la esposa, Yvonne se ocuparán de difundir la memoria de su ancestro. Reeditan los libros de A. V. Frič o editan nuevas obras basadas en sus archivos. Y con, Guido Boggiani fotógrafo (1861-1901), reproducen los archivos fotográficos de clichés excepcionales de las naciones indianas, y donde todos los negativos de fotos son recuperados por A.V. Frič. Ese trabajo se corona con el Premio Checo de Mejor Libro de Fotografía en 1998.
Las dos ramas de la familia, la amerindia y la europea, se encuentran por azar cuando viajan dos documentalistas checos, Alice Růžičková y Martin Číhák, en 2000, sobre la traza de Tcherwouish que habíase reencontrado con Hermina, la hija de Alberto Vojtěch y de Lora- y, cuyos nueve hijos llevan el apellido Fric.

## El botánico
Frič fue progresivamente especializándose en cactus y reconocido experto en la materia en su época. Describe decenas de especies y reúne la mayor colección en Europa (desapareciendo parcialmente durante la tormentosa Segunda Guerra Mundial, pues a pesar de todos sus esfuerzos, Frič no consigue financiar un medio de calefaccionar adecuadamente y sus frágiles cactus se hielan). había recolectado de todo: desde Mato Grosso al Gran Chaco pasando por las escarpadas montañas de la Cordillera de los Andes hasta 5.000 m s. n. m.
Fascina a los especialistas cuando, en pleno seno del jardín botánico de México, descubre la especie Astrophytum asterias que se les había pasado por alto a los botánicos mexicanos.

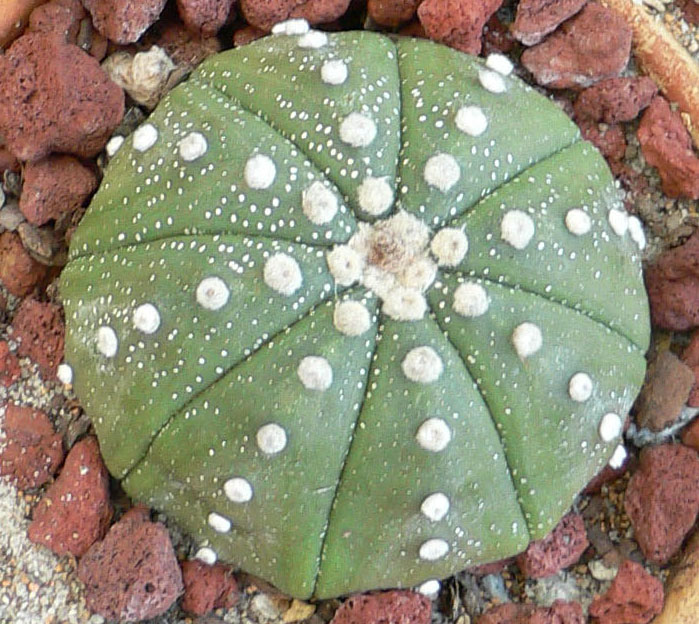
Astrophytum asterias
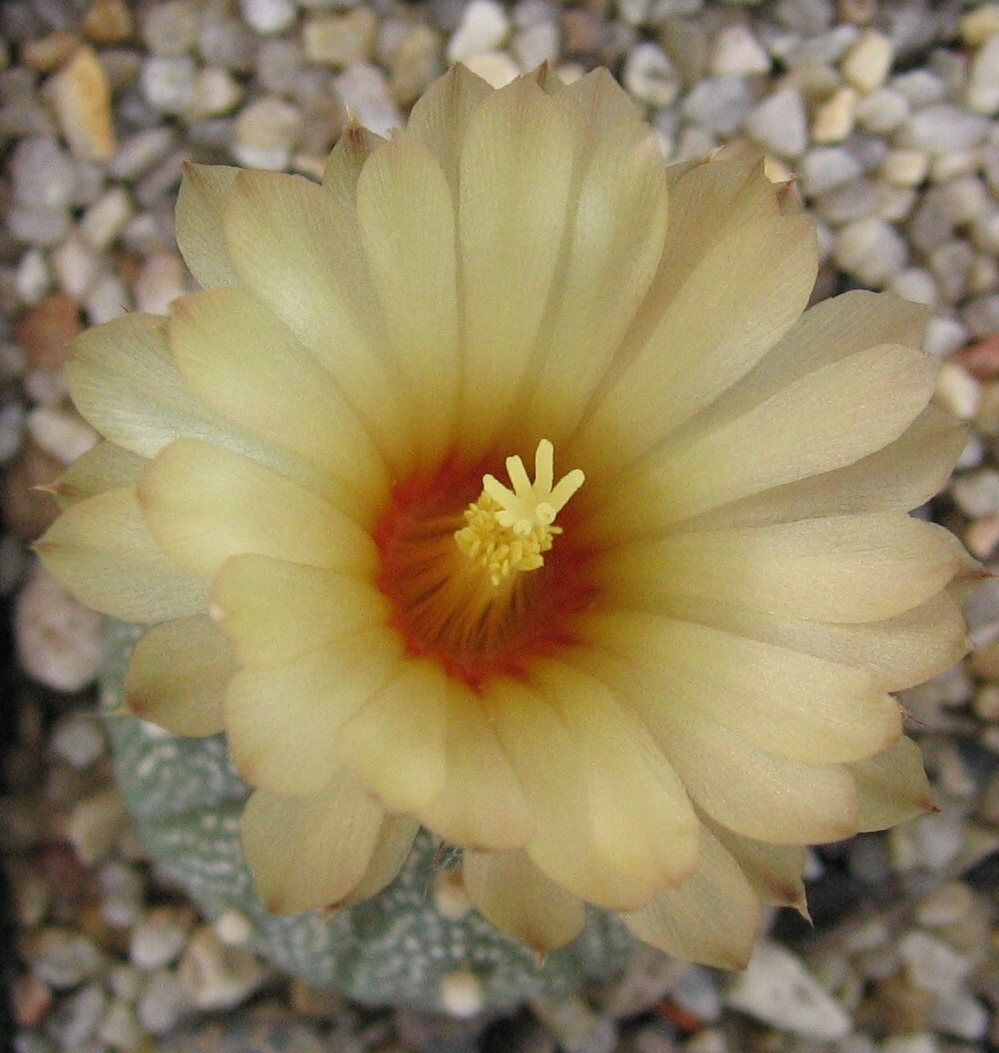
Astrophytum asterias, flor

Estudia a los cactus con efectos narcóticos (los narcocactus) ensayándolos en sí mismo. Verifica, por ejemplo, que ciertas especies tienen la capacidad de limitar los vómitos, descubrimiento útil para las altitudes de los Andes a fin de luchar contra el apunamiento.
Sus descubrimientos son capitales en ese dominio, pero no registra tales acontecimientos en sus publicaciones, pues no le interesaba, salvo el aspecto stricto sensu de la taxonomía. Por consecuencia, el descubrimiento de un número importante de « sus » cactus sería atribuido a otros, con descripciones exactas. Su solo trabajo científico digno de ese nombre es Index des cactus (Index kaktusů) y un herbario de centenares de elementos depositados en el Museo Nacional de Praga.
Luego de sus viajes, Frič se consagra al cultivo de cactus, a la hibridación de plantas exótica, teniendo éxito con tomates.

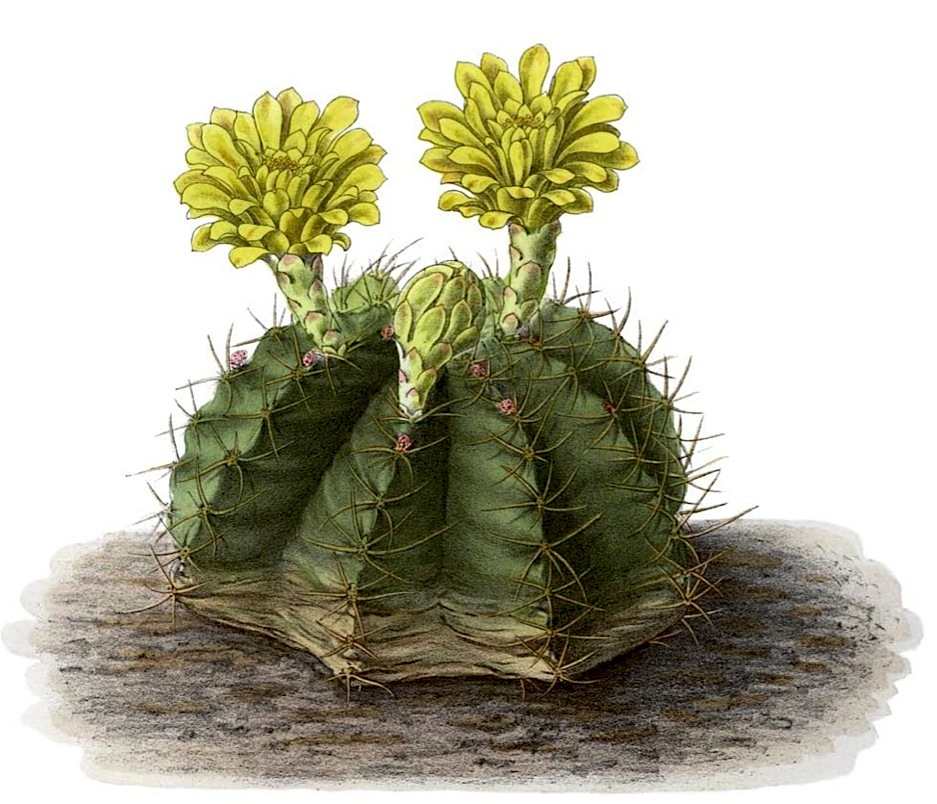
Gymnocalycium mihanovichii
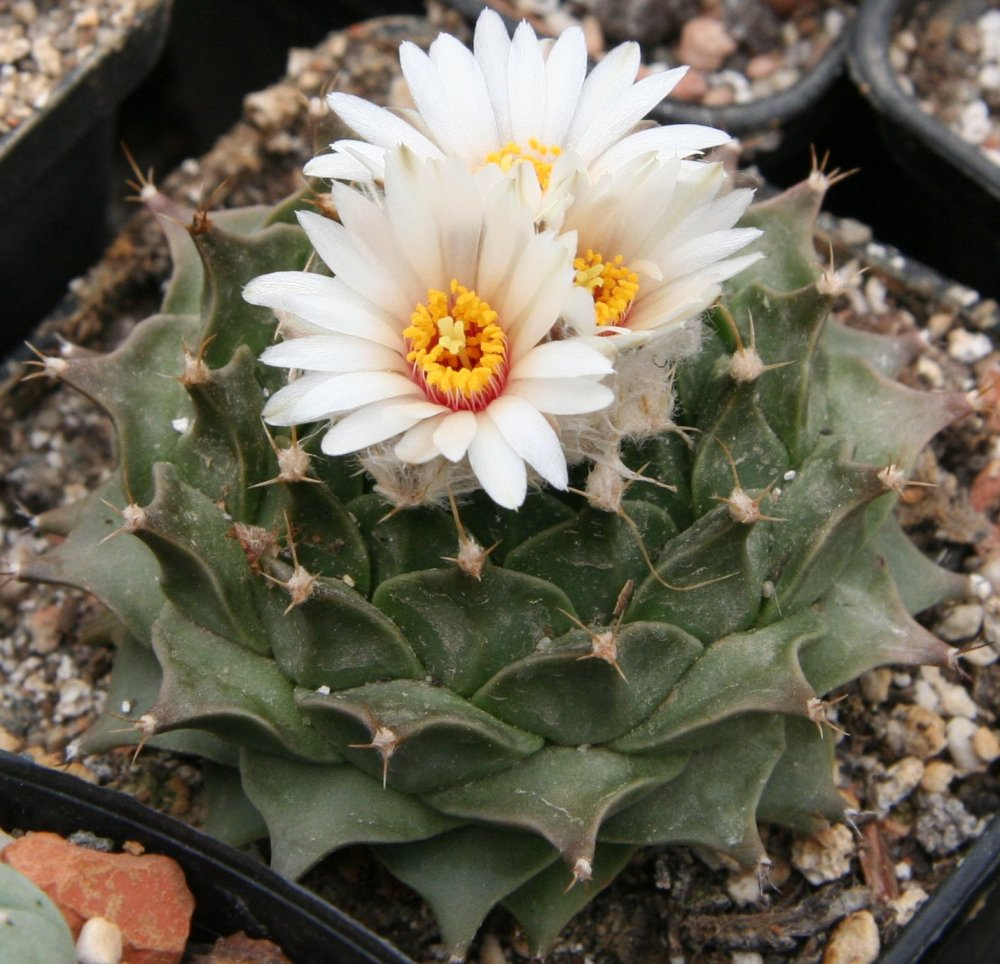
Obregonia denegrii
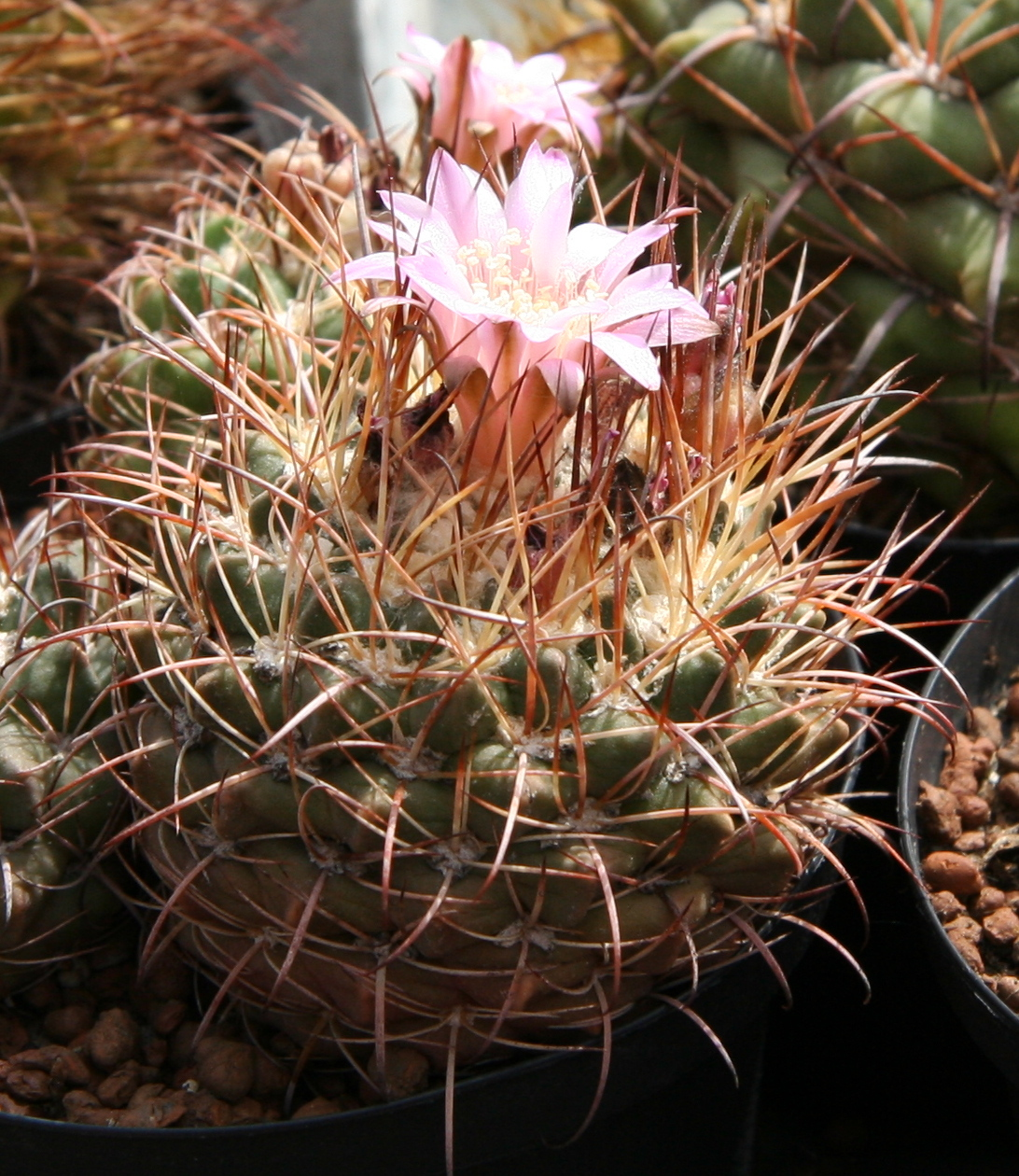
Neowerdermannia vorwerkii
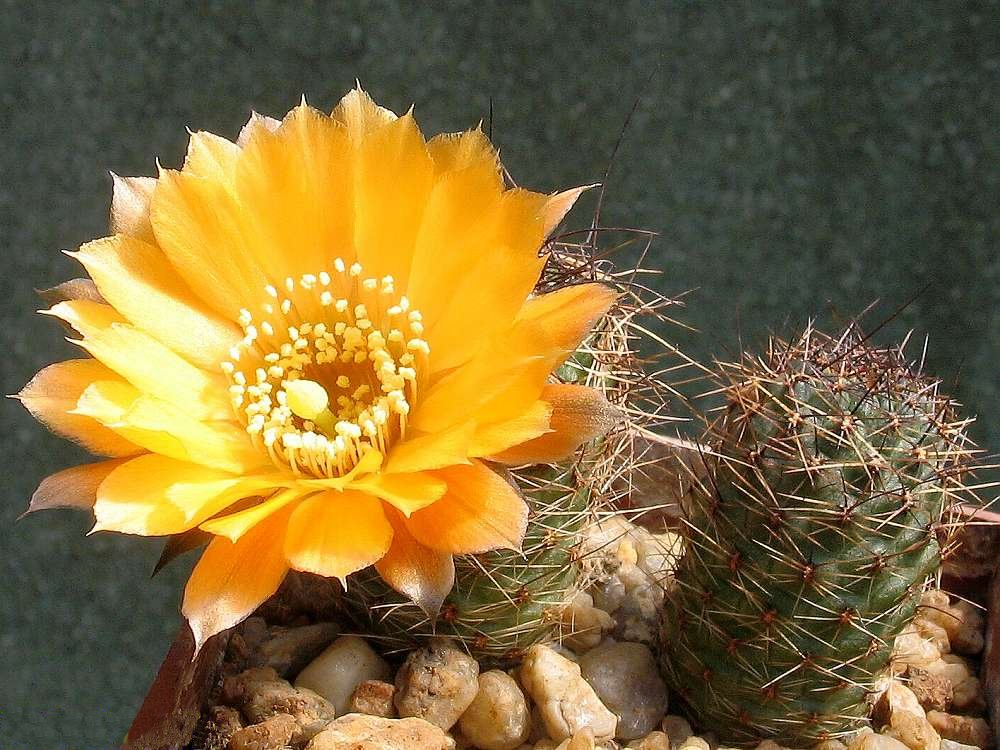
Rebutia einsteinii
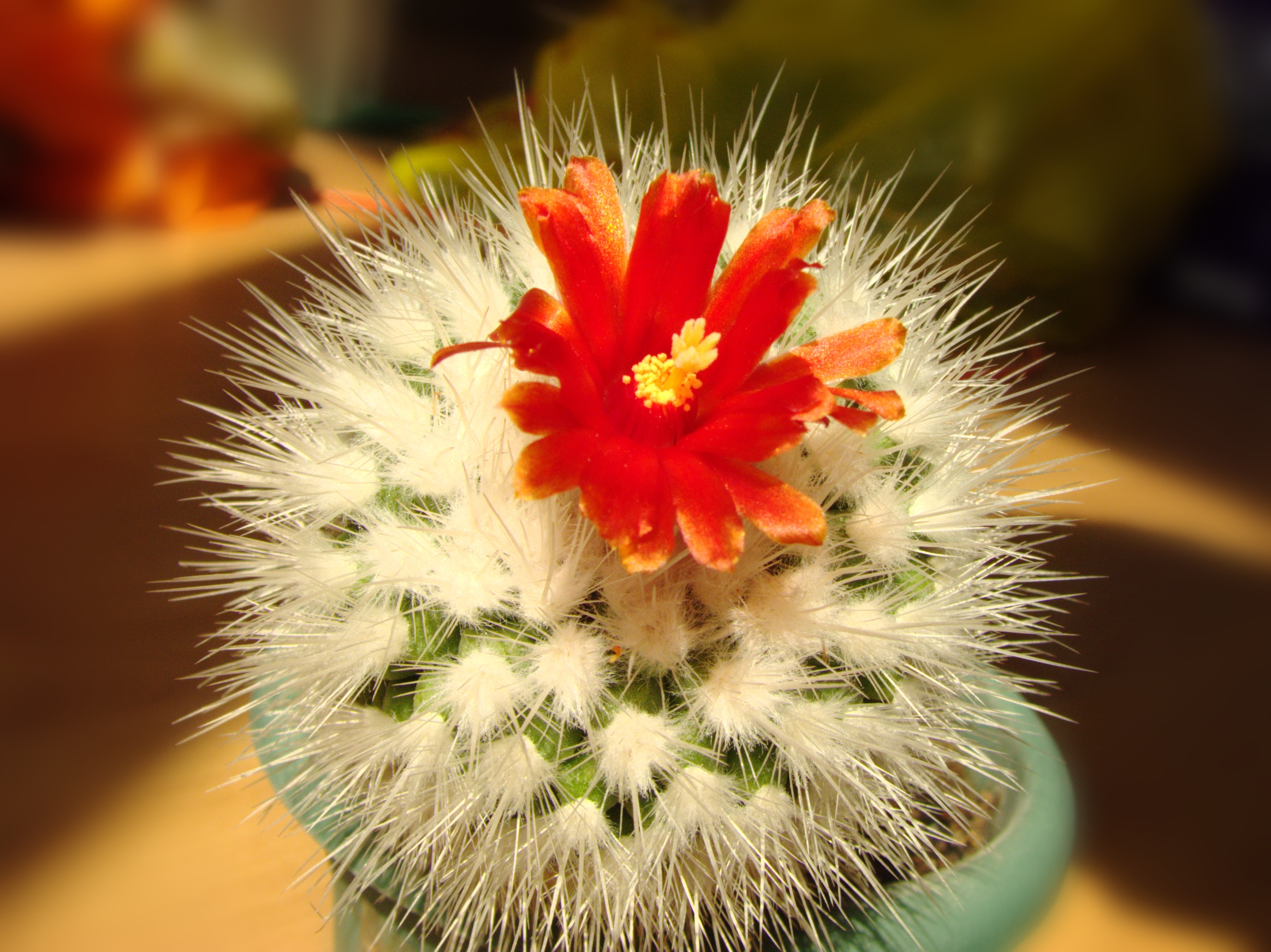
Parodia nivosa
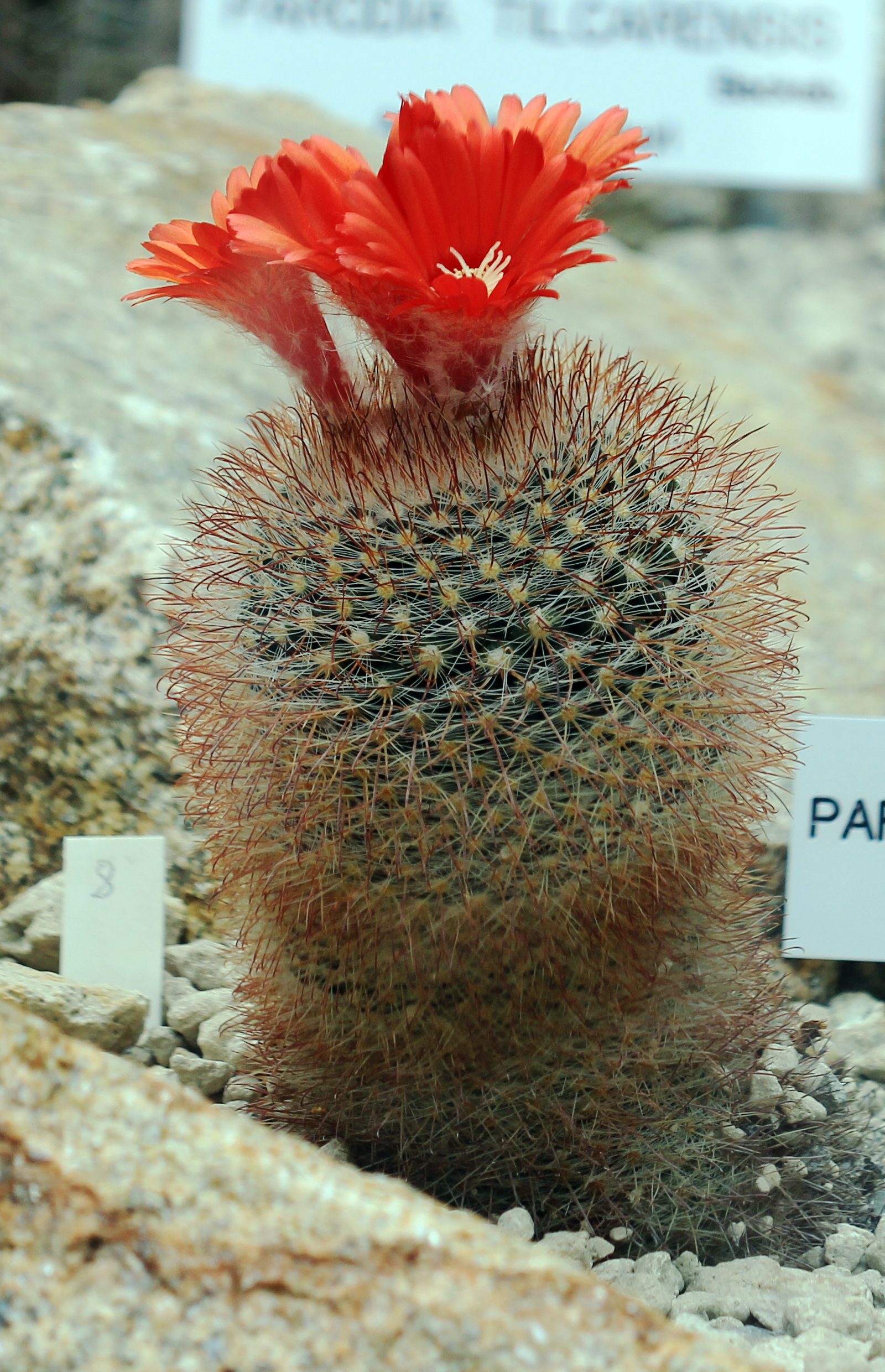
Parodia sanguiniflora

## La etnología
En sus viajes Frič visita decenas de naciones y escribe un diccionario de 36 lenguas amerindias. Pasó más de diez años de su vida, según sus propias notas, los más bellos de su vida, aunque con los episodios del jaguar, las enfermedades y otras desventuras. Realiza numerosas fotografías y registra en Europa de innumerables artefactos etnográficos y otros objetos.
Evidentemente, se sentía mejor que en Checoslovaquia, en su medio hipócrita y provincial. Cuando estaba con sus amigos amerindios, se vestía y se comportaba como ellos: « si debo visitar a un ministro o a un presidente de una república sudamericana, me visto de frac. Mas si viajo hacia el hombre salvaje, se debe vestir su indumentaria, rasurarse la barba y los mostachos a fin de resultar uno de ellos… »
Si Frič es célebre en su país natal y en el exterior como un especialista de cactus, no pasa lo mismo con su actividad de etnógrafo y de su conocimiento de los Amerindios, dominio absolutamente interno a República Checa.
La mayor parte de sus colecciones están en el extranjero, esencialmente en Nueva York y en Petrogrado (hoy San Petersburgo) (fue oficialmente colaborador del Museo Antropológico y Etnográfico de Petrogrado y miembro correspondiente de la Academia de Ciencias de Rusia), y solo una pequeña parte está visible en el Museo Náprstkovo de Praga. La mayoría de sus publicaciones científicas relacionadas con los Amerindios se publicaron en el extranjero (en países de lengua alemana, en Inglaterra, en Rusia y en países de América del Sur).

## El escritor
Alberto Vojtěch Frič escribe libros especializados y libros para la juventud. Estos últimos fueron inmensamente populares en Checoslovaquia y se mantiene en la Rep. Checa. Las ilustraciones de Zdeněk Burian son buenas, tangibles y bellas, donde las aventuras descritas por Frič ocurren en un mundo americano aún pleno de misterios.

## La peste bruna y el tétanos
La ocupación de Checoslovaquia por las tropas nazis llega a Praga. Para protestar, decide irse de su departamento. Irónicamente nombra un cactus en honor de Hitler, y explica fríamente que es de carácter frágil y que el cactus de todos modos va a morir. Y luego muestra un espléndido cactus pleno de vida que nombra en honor de Einstein Rebutia einsteinii Frič
Toma las armas en las sierras en cierto momento. En noviembre de 1944, es encarcelado con grilletes, y logra inocularse el tétanos; muriendo varias semanas más tarde a los 62 años. Su tumba se halla en el cementerio del crematorio de Praha-Motol.

## Honores

### Eponimia
- (Cactaceae) Cephalocereus fricii (Backeb.) Borg[3]

- (Cactaceae) Parodia friciana F.H.Brandt[4]

- (Cactaceae) Gymnocalycium fricianum Plesnik[5]

### Libros para la juventud
- Alberto Vojtěch Frič, Mezi indiány (Parmi les indiens), Alois Koníček, Praga, 1918
- Alberto Vojtěch Frič, Cihly (Les Briques - recueil de nouvelles), Tiskařská a vydavatelská společnost, Přerov, 1918
- Alberto Vojtěch Frič, Zákon pralesa (La ley de la jungla), 1921
- Alberto Vojtěch Frič, Strýček indián (El pequeño tío indiano), Titanic, Praga, 1935 ISBN 80-901274-8-7
- Alberto Vojtěch Frič, Hadí ostrov (La isla de las serpientes), Titanic, Praga, 6ª ed: 1995 ISBN 80-85909-05-7
- Alberto Vojtěch Frič, Dlouhý lovec (El gran chasseur), Titanic, Praga, 7ª ed: 1995 ISBN 80-901274-06-5

### Lecturas
- K. Crkal, Lovec kaktusů (El chasseur de cactus), Academia, Praga, 1983

- La abreviatura «Fric» se emplea para indicar a Alberto Vojtěch Frič como autoridad en la descripción y clasificación científica de los vegetales.[6]